# Steffi Götzelt
Steffi Götzelt (19 de septiembre de 1960) es una deportista de la RDA que compitió en remo. Ganó tres medallas en el Campeonato Mundial de Remo, entre los años 1982 y 1985.

## Palmarés internacional
| Campeonato Mundial | Campeonato Mundial | Campeonato Mundial | Campeonato Mundial |
| Año                | Lugar              | Medalla            | Prueba             |
| ------------------ | ------------------ | ------------------ | ------------------ |
| 1982               | Lucerna (Suiza)    | Medalla de bronce  | Ocho con timonel   |
| 1983               | Duisburgo (RFA)    | Medalla de bronce  | Ocho con timonel   |
| 1985               | Malinas (Bélgica)  | Medalla de oro     | Cuatro con timonel |